# Time (fiets)
Time is een Franse fabrikant van fietsartikelen, die in 1987 in Nevers is opgericht. Time exporteert circa 65% van zijn productie naar meer dan 25 landen, waaronder de landen van de Europese Unie en de Verenigde Staten.
Time maakt de volgende producten:
- Race- en offroad-klikpedalen
- Race- en offroad-schoenen
- Carbon-componenten (frame, voorvork, zadelpen, crankset en zadel).

Time produceert een offroad-pedaal dat zeer hoog aangeschreven staat. Lange tijd werd het beschouwd als het beste offroad-pedaal op de markt, totdat Shimano met een concurrerend pedaal kwam. In 2002 kwam Crankbrothers vanuit het niets met een pedaal, dat als het beste pedaal op de markt wordt beschouwd.
Anno 2007 is Bouygues Télécom de enige ploeg uit de UCI ProTour die rijdt met materiaal van Time.